# Radegonde de Poitiers
Pour les articles homonymes, voir Radegonde (homonymie), Sainte Radegonde et Sainte-Radegonde.
Radegonde de Poitiers (Radegundis en latin), née  en 518 ou 521 en Thuringe, morte le 13 août 587 à Poitiers, est une princesse thuringienne, devenue reine des Francs en épousant Clotaire Ier, fils de Clovis.
Connue pour ses extrêmes humilité et dévotion, elle fuit la cour royale et s'installe à Poitiers où elle fonde l’abbaye Sainte-Croix de Poitiers (aujourd'hui située dans la commune limitrophe de Saint-Benoît), dont elle devient simple religieuse. Elle est vénérée comme sainte par les Églises catholique et orthodoxe, et fêtée le 13 août. Elle est sainte patronne de Poitiers et anciennement patronne secondaire de la France.

## Biographie

### Princesse thuringienne

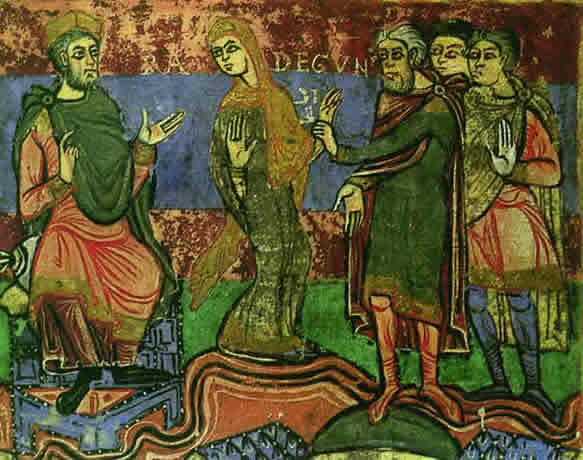
Radegonde menée auprès du roi Clotaire. Vie de sainte Radegonde, XIe siècle. Bibliothèque municipale de Poitiers.

Radegonde est la fille de Berthaire, roi de Thuringe.
À la mort de Basin de Thuringe, son royaume est partagé entre ses trois fils : Badéric (en), Hermanfred et Berthaire. Il s’ensuit une guerre fratricide. Berthaire est d’abord assassiné par ses deux frères. Puis Badéric est victime d’une coalition entre le Franc Thierry Ier, fils de Clovis, roi de Metz, et Hermanfred. Radegonde est alors emmenée, à l’âge de trois ans, à la cour d’Hermanfred.
Mais Thierry Ier, exigeant une partie du royaume de Thuringe en échange de son soutien, forme une alliance avec son frère Clotaire, roi de Soissons. Ils vainquent l’armée thuringienne en 531 et Hermanfred périt dans des circonstances obscures. Avec son frère, Radegonde devient, à onze ans, prisonnière de Clotaire, après tirage au sort,.

### Prisonnière du roi Clotaire

La fuite de Radegonde.

Quelque temps après, Radegonde est emmenée dans le royaume de Soissons, à Saint-Quentin, puis dans une villa royale située à Athies, dans le Vermandois. Durant une dizaine d’années, Radegonde y reçoit une éducation religieuse et intellectuelle. Elle apprend le latin et approfondit sa foi par la lecture de textes religieux.
Ingonde meurt en 538. Radegonde est présentée au roi par un courtisan et Clotaire se rend alors compte qu’elle peut devenir sa quatrième épouse.
Radegonde semble n’avoir eu aucun désir de devenir reine des Francs, car elle aurait tenté de s’enfuir, mais fut rattrapée dans les alentours de Péronne.
La cérémonie de mariage, en présence de l’évêque Médard, a lieu à Soissons, vers 539.

### Reine des Francs

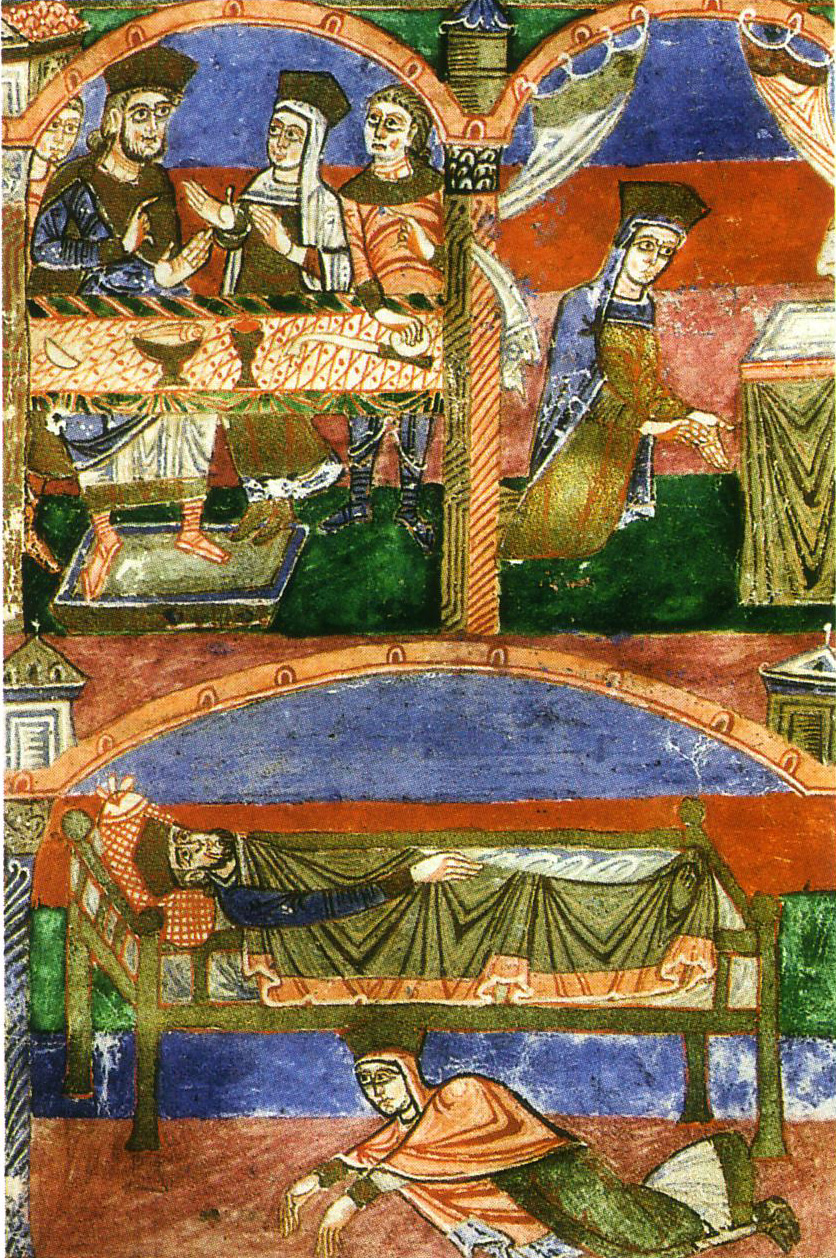
« Sainte Radegonde en costume de reine à la table du roi Clotaire ». Scènes de la vie de sainte Radegonde (en haut : les noces de Radegonde. Radegonde en prière ; en bas : Radegonde en prière prosternée à côté du lit conjugal.) Vie de sainte Radegonde, XIe siècle, bibliothèque municipale de Poitiers.

Le statut de reine rendait nécessaire le maintien de son rang par un vêtement illustrant sa puissance et confirmant la prospérité et la puissance du mari, qui utilisait ce « trésor animé » comme une vitrine. Or la reine prit place à un banquet en vêtements simples, afin d’affirmer son humilité chrétienne. De mauvaises langues demandèrent à Clotaire s’il avait épousé une nonne. Durant le banquet, la discussion entre les époux fut presque violente et Clotaire tenta d’imposer sa volonté à son épouse, qui refusait de se conformer à l’édit royal. Pratiquant le jeûne, elle refusa de succomber au faste alimentaire du banquet, de sorte qu’un serviteur dut prendre le pain pour le donner aux pauvres.
Radegonde se détacha de plus en plus des préoccupations mondaines pour mener une vie pieuse et charitable auprès des pauvres. Elle obtint de Clotaire le pardon et la libération de plusieurs condamnés à mort.
Après que Clotaire eut assassiné son jeune frère, elle décida de ne plus vivre avec ce meurtrier, alors que le roi la voulait toujours comme épouse et comme reine,. La reine Radegonde s’enfuit et trouva à Noyon son évêque, futur saint Médard,. En dépit de l’hésitation de ce dernier qu'elle menacera en lui disant «Si tu tardes à me consacrer et que tu craignes un homme plus que Dieu, le Pasteur te demandera compte de l'âme de ta brebis», elle réussit à être consacrée diaconesse et à devenir simple moniale,. Si Clotaire tenta encore de la chercher, l’évêque de Paris, saint Germain de Paris, effectua son intervention sans qu’elle ne soit à nouveau capturée,, en vertu du canon V de concile de Paris (553) qui stipulait l’excommunication perpétuelle contre quiconque tenterait d’arracher une moniale à son abbaye.
En souhaitant se retirer, elle fit d’abord un pèlerinage à Tours sur le tombeau de saint Martin. Elle alla ensuite demander conseil à saint Jean de Chinon, qui vivait dans un ermitage troglodytique qui existe toujours au-dessus de la ville en la chapelle Sainte-Radegonde. Elle se rendit ensuite, entre Tours et Poitiers, sur la terre de Saix que Clotaire lui avait donnée, et y fonda un oratoire et un hospice où elle s’occupait elle-même des malades. Ce fut l’un des premiers hospices de France.

« Clotaire, en revenant, emmena captive avec lui Radegonde, fille du roi Berthaire, et la prit en mariage ; il fit depuis tuer injustement son oncle par des scélérats. Elle, se tournant vers Dieu, prit l'habit, et se bâtit un monastère dans la ville de Poitiers. Elle s'y rendit tellement excellente dans l'oraison, les jeûnes, les veilles, les aumônes, qu'elle acquit un grand crédit parmi les peuples.  »

— Grégoire de Tours, Histoire des Francs, troisième livre (traduction par Guizot)

### Fondatrice de l’abbaye de Poitiers

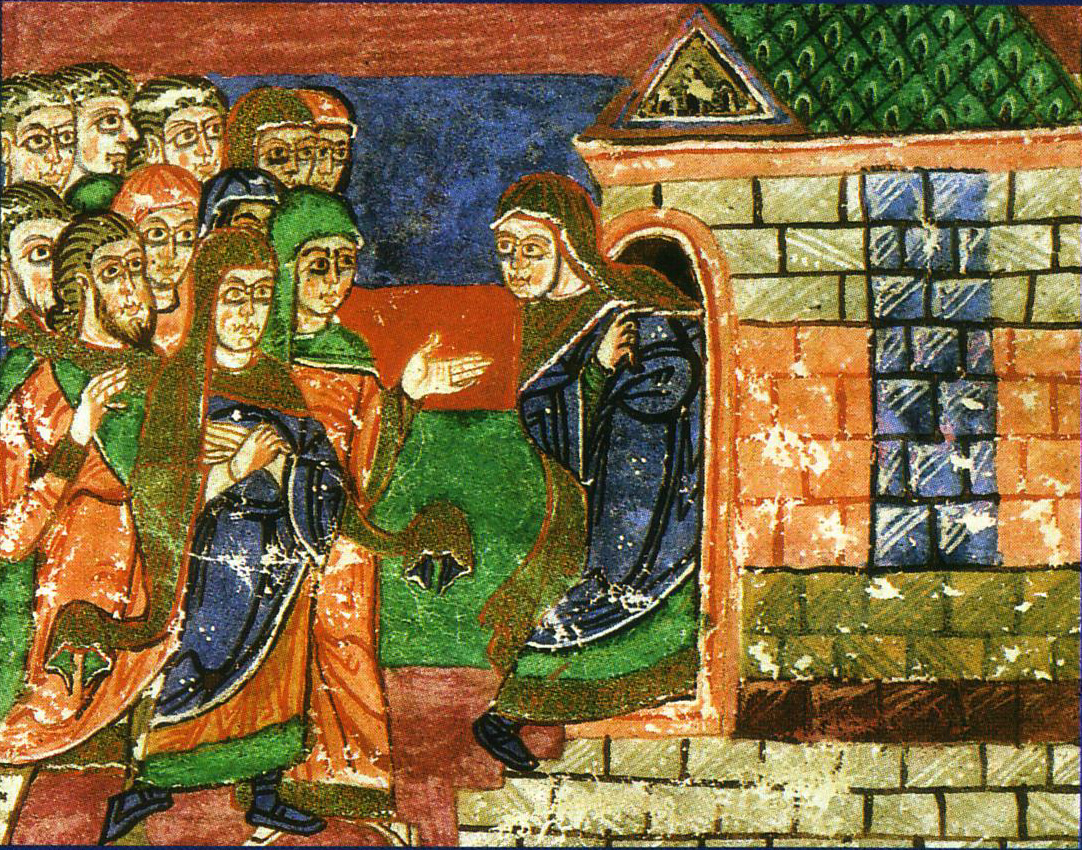
« Radegonde se retire, accompagnée du peuple, dans le monastère dédié à la Vierge qu’elle fonda à Poitiers ». Vie de sainte Radegonde, XIe siècle. Bibliothèque municipale de Poitiers.

Elle se rendit à Poitiers, où elle fonda le monastère Notre-Dame (devenu depuis Sainte-Croix). Le 25 octobre 552 (ou 553), en présence d’une grande foule, elle entra dans le monastère Notre-Dame accompagnée de nombreuses jeunes filles. Elle donna à ses compagnes une règle stricte. Avec Agnès, sa sœur spirituelle qu’elle tint à choisir comme future abbesse, et Venance Fortunat, poète italien qui deviendra le biographe de Radegonde, elle alla à Arles pour se renseigner sur la règle de saint Césaire afin de l’adopter. Elle se plaça sous la protection du Saint-Siège, pour être libre du pouvoir épiscopal.
Agnès devint abbesse du monastère et Venance Fortunat évêque de Poitiers en 597. D’après une autre biographie de Baudonivie, une moniale de Poitiers, composée vers 600, elle avait une grande vénération pour les reliques. Elle en rassembla un grand nombre qui seraient toujours au monastère Sainte-Croix, dont un fragment de la croix du Christ, qu’elle avait obtenu auprès de l’empereur Justin II. C’est à l’occasion de l’arrivée à Poitiers de cette insigne relique que saint Venance-Fortunat composa l’hymne Vexilla regis prodeunt. À la mort de Clotaire, elle usa de sa réputation et de son autorité pour établir la paix entre ses fils. Radegonde aura, durant le reste de sa vie, une grande influence sur les grands de son époque, notamment Sigebert Ier, successeur et fils de Clotaire. Elle adressa une lettre-testament aux rois et évêques pour la perpétuation de son œuvre. D’après Baudonivie, elle était pleine d’anxiété quand la paix était en question, très soucieuse du « salut de la patrie » et de l’unité du royaume des Francs.

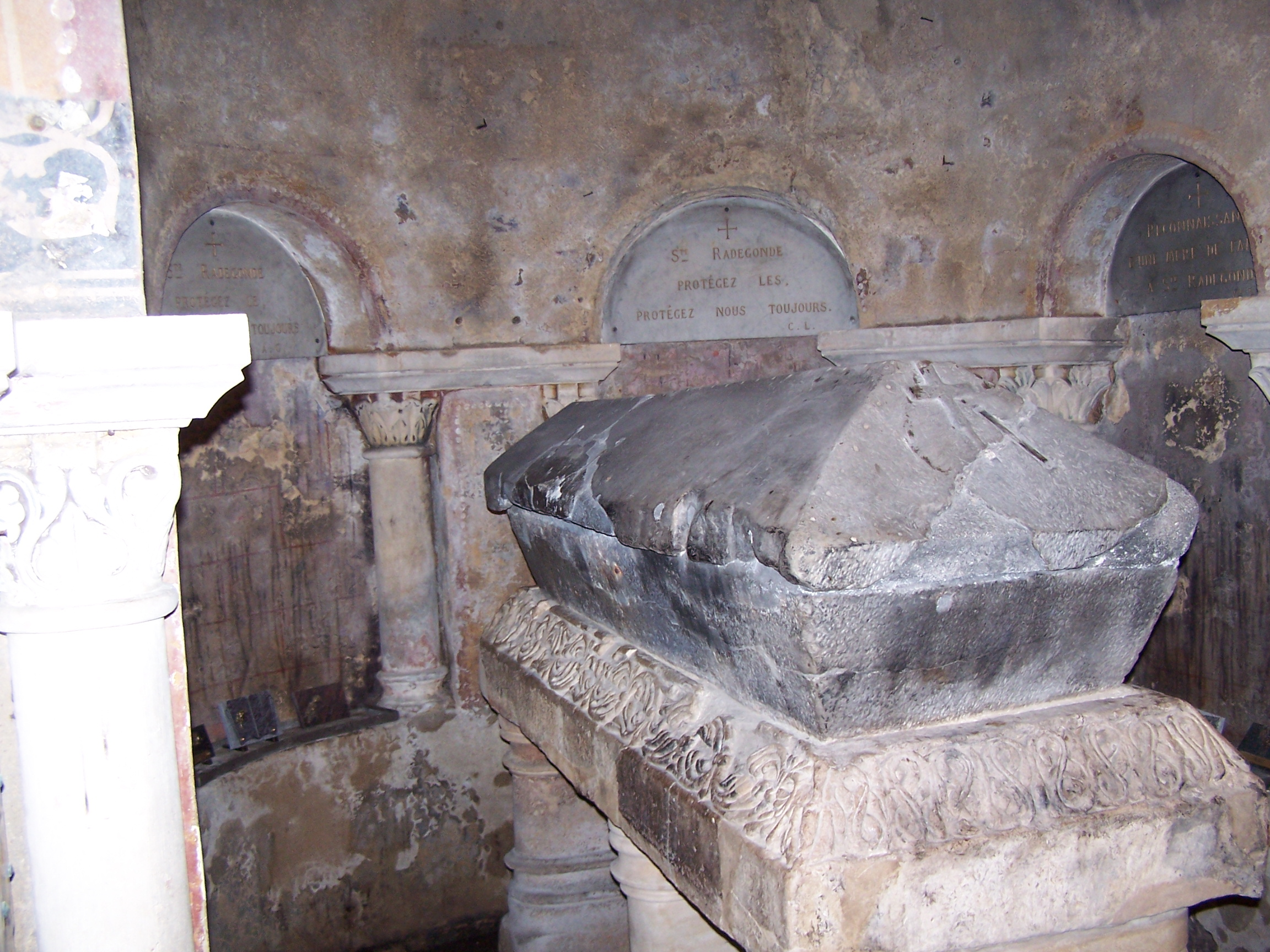
Tombeau de sainte Radegonde à l'église Sainte-Radegonde de Poitiers.

Elle mourut le 13 août 587, à environ 67 ans, dans le monastère Notre-Dame. Elle fut enterrée dans l’église abbatiale Sainte-Mère-de-Dieu ou Sainte-Marie-hors-les-murs (aujourd’hui église Sainte-Radegonde) à Poitiers. Ses funérailles eurent lieu trois jours après, en présence de Grégoire de Tours,. Pendant les invasions normandes, sa dépouille fut emmenée à l’abbaye Saint-Benoît de Quinçay, puis ramenée à Poitiers en 868.
De nombreux miracles lui sont attribués, notamment des guérisons miraculeuses, ce qui attira de nombreux pèlerins.
Elle fut déclarée sainte peu de temps après sa mort. C’est un des rares saints à ne pas avoir été canonisé par le Saint-Siège, mais par la croyance populaire.
On raconte que des courtisans moururent honteusement en allant à la selle après avoir calomnié les mœurs de Radegonde auprès du roi et que des marins pris en pleine tempête l'invoquèrent de son vivant avant de voir une colombe à qui ils arrachèrent 3 plumes avant de tremper celles-ci dans la mer faisant apaiser celle-ci.
Le Duc de Berri fit ouvrir son tombeau en 1412 et y trouva le corps de Radegonde tel qu'il fut enseveli 820 ans plus tôt. Il voulait couper la tête de cette dernière pour l'emmener à la sainte chapelle de Bourges. Devant la frayeur des assistants qui l'accompagnaient, il renonça à ce projet et se contenta de son anneau nuptial.
Deux dictons concernent Radegonde : Le jour de la Sainte Radegonde (13 août), en moisson, les minutes sont des secondes et que s'il pleut ce jour, la misère abonde sur le monde.

## Postérité

### Légendes autour de la sainte
Le miracle des avoines, une légende apparue au XIIIe siècle.
Clotaire, qui avait d’abord accepté la vocation de la reine, changea d’avis : il envoya une troupe à Saix pour la ramener à la cour. Lorsque les soldats s’annoncèrent en vue de Saix, Radegonde s’enfuit vers le Sud à travers un champ d’avoine que des ouvriers étaient en train de semer. C’est alors que se produisit le miracle des avoines, la sainte reine fit instantanément pousser l’avoine pour s’y cacher. Questionnés par les poursuivants, les moissonneurs, purent affirmer qu’ils n’avaient vu personne dans le champ depuis le temps où cette avoine avait été semée. À partir de ce moment, Clotaire lui laissa suivre son chemin vers une vie consacrée à la religion.
Sainte Radegonde entretenait de pieuses relations avec saint Junien, le saint patron des laboureurs du Poitou, lequel exerçait son sacerdoce à Mairé-Levescault (79). Ils s’étaient mutuellement promis de prévenir le survivant par l’envoi d’un messager, dès que l’un d’eux viendrait à mourir. La providence voulut qu’ils rendirent l’âme tous les deux au même instant, ce mercredi 13 août 587. Si bien que les deux messagers, engagés chacun pour porter avertissement à l’autre que l’un d’eux venait de décéder, devaient se rencontrer à mi-chemin en un lieu nommé Troussais, paroisse de Ceaux En Couhé (86).
Des reliques de la sainte sont réputées se trouver dans l’église Sainte-Radegonde de Colomiers, en l’occurrence 2 phalanges de la main.

### Représentations de la sainte
Radegonde est la plupart du temps représentée en religieuse, parfois avec une couronne posée près d’elle.
- Aux XVIe et XVIIe siècles, elle apparaît en reine, avec la couronne et les insignes royaux (gravure de Jacques Callot).
- Un manuscrit du XIe siècle (bibliothèque de Poitiers, manuscrit 250)[rp 1], décrit les différents épisodes de la vie de la sainte.
- Une statue de sainte Radegonde a été commandée au sculpteur étampois Nicolas Legendre (1619-1706) en 1653 (église Sainte-Radegonde, Poitiers)[19].
- Au XIXe siècle, le thème revient en peinture avec, par exemple :
  - En 1862, Lawrence Alma-Tadema qui peint Vénance Fortunat lisant ses poèmes à Radegonde VI, 555 apr. J.-C. (musée de Dordrecht).
  - En 1874, Pierre Puvis de Chavannes qui peint Sainte Radegonde écoutant une lecture du poète Fortunat (Hôtel de ville de Poitiers).

## Galerie
|                                                                                             |
| Statue de sainte Radegonde dans le chœur de l'église de Sainte-Radegonde (Aveyron, France). |

| |
| « Portrait d'une moniale » en tête de la Vie de sainte Radegonde écrite par Baudonivie, soit sainte Radegonde, soit Baudonivie elle-même. Vie de sainte Radegonde, XIe siècle. Bibliothèque municipale de Poitiers. |

| |
| « Radegonde souhaite se retirer dans un monastère » (Radegonde et saint Médard). Vie de sainte Radegonde, XIe siècle. Bibliothèque municipale de Poitiers. |

| |
| « Scènes de la vie de sainte Radegonde ». Vie de sainte Radegonde, XIe siècle. Bibliothèque municipale de Poitiers. |

| |
| « Des gens du peuple dansent et chantent à la porte du monastère ». (Il y a un autre dessin en bas (supprimé dans ce tableau) : Radegonde refuse d'écouter les chansons profanes et réprimande une sœur qui y prenait goût). Vie de sainte Radegonde, XIe siècle. Bibliothèque municipale de Poitiers. |

- Voir aussi : site officiel de la médiathèque de Poitiers, Ms 250 (136) Vie de sainte Radegonde par Venance Fortunat, vers 1100.

## Culte de sainte Radegonde
Au Moyen Âge, le culte de sainte Radegonde était en vigueur à la cour de France. De plus, la ville de Poitiers est restée fidèle au royaume lors de la guerre de Cent Ans. En 1428, le roi de France Charles VII attribue le prénom de Radegonde à sa fille aînée, Radegonde de France. Selon Christian de Mérindol, ce choix s'expliquait par des raisons à la fois politiques, historiques et religieuses, dans ce contexte particulier de reconquête du royaume de France sur les Anglais : 

« Le prénom de Radegonde avait plusieurs sens : symbole de la ville de Poitiers, siège du second Parlement, donc lieu de résistance à Paris, aux mains des Anglais et des Bourguignons, symbole de légitimité, car la sainte était l'épouse de Clotaire, fils de Clovis, enfin sainte qui ne pouvait qu'attirer les grâces du ciel, si nécessaires au jeune roi. »

Elle est l'unique princesse de sang royal à avoir porté ce prénom au sein du lignage capétien.

### Lieux dédiés à la sainte

#### Communes ou villages de France
- Sainte-Radegonde, en Aveyron : église fortifiée, reliques d’un os du pouce.
- Baignes-Sainte-Radegonde, en Charente
- Sainte-Radegonde, en Charente-Maritime (ex-Sainte-Radegonde-près-Pont-l’Abbé)
- Sainte-Radegonde, en Creuse
- Sainte-Radegonde, en Dordogne (ex-Sainte-Radegonde-Roquépine)
- Sainte-Radegonde, dans le Gers
- Sainte-Radegonde, en Gironde
- Sainte-Radegonde-sur-Lot, en Lot-et-Garonne (ex-Sainte-Radegonde-de-Pépine ?)
- Sainte-Radegonde-sur-Lède, en Lot-et-Garonne
- Sainte-Radegonde-de-Cusey, dans la Haute-Marne
- Sainte-Radegonde, en Saône-et-Loire
- Sainte-Radegonde, dans les Deux-Sèvres
- Sainte-Radégonde, dans la Vienne
- Sainte-Radégonde-des-Noyers, en Vendée
- Marsais-Sainte-Radégonde, en Vendée (ex-Sainte-Radegonde-la-Vineuse)
- Sainte-Radegonde, ancienne commune de la Somme, aujourd’hui intégrée à Péronne
- Sainte-Radegonde-en-Touraine, ancienne commune d’Indre-et-Loire, aujourd’hui intégrée à Tours

#### Chapelles, églises et fontaines en France
- Bagnoles-de-l’Orne (Orne) : ermitage Saint-Ortaire chapelle et vitraux dédiés à sainte Radegonde.
- Bois d’Arcy (Yonne) : 2e chapelle du Prieuré de Sainte-Radegonde fondé au XIIIe siècle
- Bon-Encontre (Lot-et-Garonne) : église romane Sainte-Radegonde.
- Boussay (Loire-Atlantique): église Sainte-Radegonde[22].
- Bray-en-Val (Loiret) : fontaine Sainte-Radegonde.
- Budelière (Creuse) : chapelle de Sainte-Radegonde et sa fontaine.
- Bué (Cher) : église Sainte-Radegonde[23].
- Busloup (Loir-et-Cher) : chapelle Sainte-Radegonde[24].
- Cagny (Calvados) : fontaine Sainte-Radegonde.
- Chacé (Maine-et-Loire) : église Sainte-Radegonde[25].
- Chassant (Eure-et-Loir) : église Saint Lubin, retable ou figure une statue de Sainte Radegonde.
- Chênehutte (Maine-et-Loire) : hameau et probablement autrefois chapelle.
- Chinon (Indre-et-Loire) : chapelle de Sainte-Radegonde.
- Cladech (Dordogne) : église Sainte-Radegonde, avec un beau panneau sculpté du XVIIe la représentant.
- Clairefougère (Orne) : chapelle Sainte-Radegonde avec des vitraux de Jean Chaudeurge, pèlerinage le dimanche d’avant le 15 août.
- Cluny (Saône-et-Loire) : ermitage et fontaine Sainte-Radegonde, source forestière près du col de Montmain. L’ermitage, disparu, appartenait à l’abbaye de Cluny.
- Colomiers (Haute-Garonne) : église paroissiale Église Sainte-Radegonde de Colomiers.
- Cour-sur-Loire (Loir-et-Cher) : église Saint-Vincent et Sainte-Radegonde, fontaine Sainte-Radegonde, pèlerinage le premier dimanche suivant le 15 août.
- Courant (Charente-Maritime) : chapelle d’un ancien prieuré Sainte-Radegonde, pèlerinage.
- Couziers (Indre-et-Loire): église Sainte-Radegonde.
- Giverny (Eure) : église Sainte-Radegonde.
- La Châtre (Indre) : Chapelle-fontaine Sainte-Radegonde dite la Grand Font.
- La Ferté-Macé (Orne) : église Notre-Dame, il existe un vitrail dans la nef (3e à gauche) dédié à sainte Radegonde. Il a été offert par une madame Niaux en 1901.
- Latoue (Haute-Garonne) : chapelle Sainte-Radegonde, source du Cloutoun à  2 km de la chapelle, en limite de la commune de Saint-Marcet (Saint Marcel à l'origine, du nom du pape Saint Marcel, 308-309). Le pèlerinage du 13 août serait le plus ancien de la Haute-Garonne.
- Les Fosses (Deux-Sèvres) : église Sainte-Radegonde.
- Lussas-et-Nontronneau (Dordogne): ruines de l'ancienne église Sainte-Radegonde de Fontroubade.
- Mazières-en-Mauges (Maine-et-Loire): église reconstruite en 1903 par Alfred Tessier.
- Meilhards (Corrèze) : chapelle de Sainte-Radegonde, où selon la légende, l’eau de la fontaine permet aux femmes d’avoir un enfant mâle. Aliénor d’Aquitaine l’aurait utilisée, et aurait eu quatre enfants mâles (dont Richard Cœur de Lion et Jean sans Terre).
- Monnières (Loire-Atlantique) : église Sainte-Radegonde[26].
- Molinet (Allier (département)) :Chapelle de Sainte-Radegonde qui prévenait la motte Saint Jean des crues de la Loire.
- Montespan (Haute-Garonne) chapelle et fontaine où, selon la légende, se trouvait au fond son anneau d'or
- forêt de Montmorency (Val-d’Oise) : fontaine Sainte-Radegonde.
- Neufchâtel-en-Bray  (Seine-Maritime) : Chapelle Sainte-Radegonde, source et buste.
- Péronne (Somme) : église Sainte-Radegonde, ancienne église paroissiale de l’ancienne commune de Sainte-Radegonde, reconstruite après la Première Guerre mondiale.
- Poitiers (Vienne) : église Sainte-Radegonde.
- Riantec (Morbihan) : église et fontaine Sainte-Radegonde dont, selon une légende, de l’eau douce aurait jailli sous le sabot du cheval de la sainte en fuite.
- Saint-Saturnin-lès-Apt : chapelle Sainte-Radegonde (Perréal) et buste reliquaire dans l'église
- Saint-Méloir-des-Ondes (Ille-et-Vilaine) : chapelle Sainte-Radegonde du château de Beauregard, fontaine Sainte-Radegonde et ancienne croix, ses eaux guérissaient les enfants de la lèpre appelée "Mal Saint-Aragon"[27].
- Sainte-Honorine-la-Chardonne (Orne) : statue de sainte Radegonde
- Saint-Samson-la-Poterie (Oise) : fontaine dans une crypte sous le chœur de l'église, certitude d'un pèlerinage ancien pour la guérison des maladies de la peau.
- Sainte-Reine (Savoie) : église romane Ille-et-Vilaine.
- Saix (Vienne) : église paroissiale romane et chapelle des Avoines.
- Saurier (Puy-de-Dôme) : église Sainte-Radegonde[28].
- Sérandon (Corrèze) : église Sainte-Radegonde.
- Talmont (Charente-Maritime) : église romane Sainte-Radegonde.
- Terminiers (Loiret) : chapelle Sainte-Radegonde
- Tours (Indre-et-Loire) : quartier de la ville sur la rive droite.
- Vasles (Deux-Sèvres) : église Sainte-Radegonde.
- Vennes (Doubs) : chapelle Sainte-Radegonde.
- Verger-sur-dive (Marconnay): église sainte Radegonde et fontaine miraculeuse.

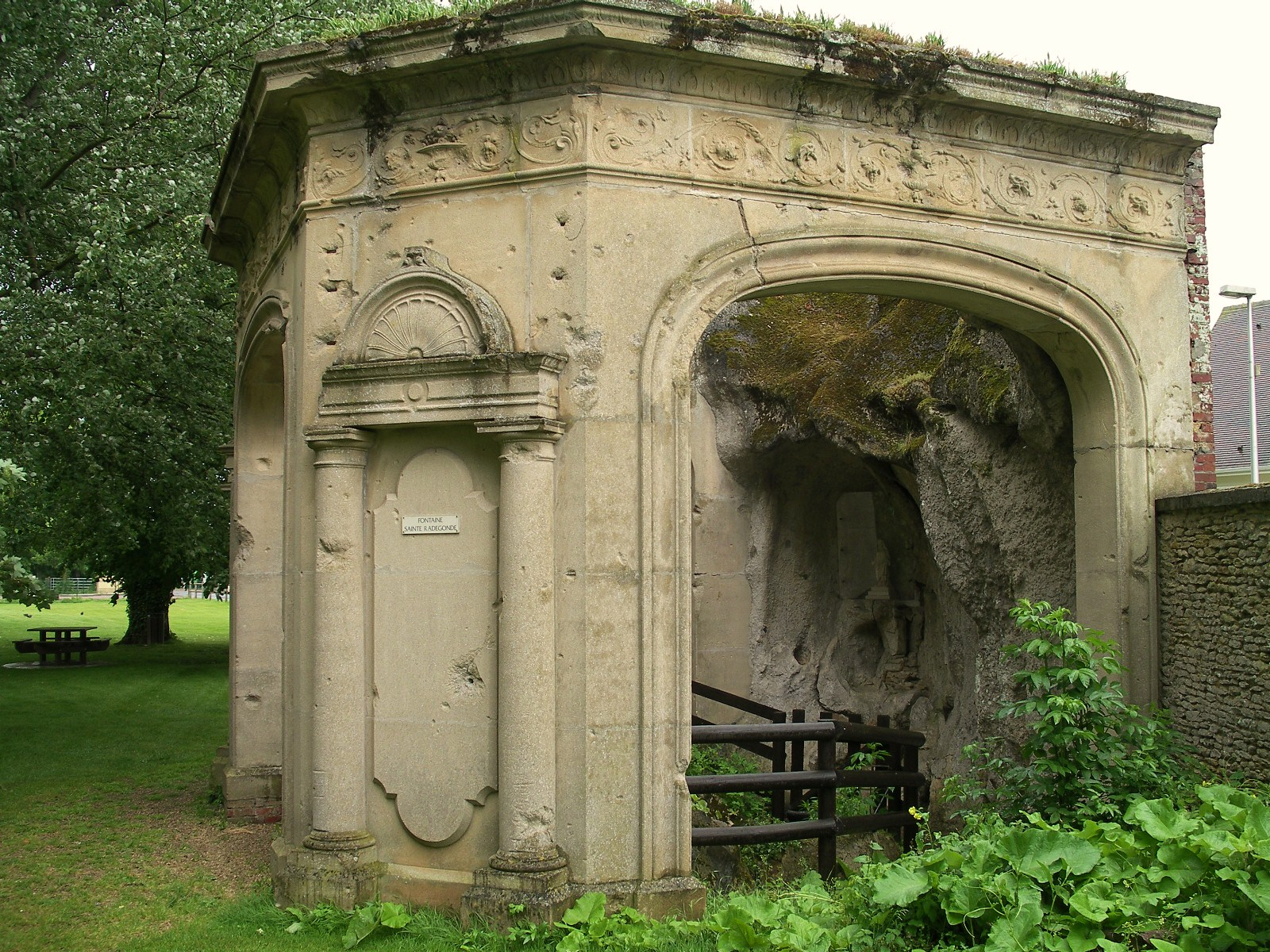
Fontaine Sainte-Radegonde à Cagny.
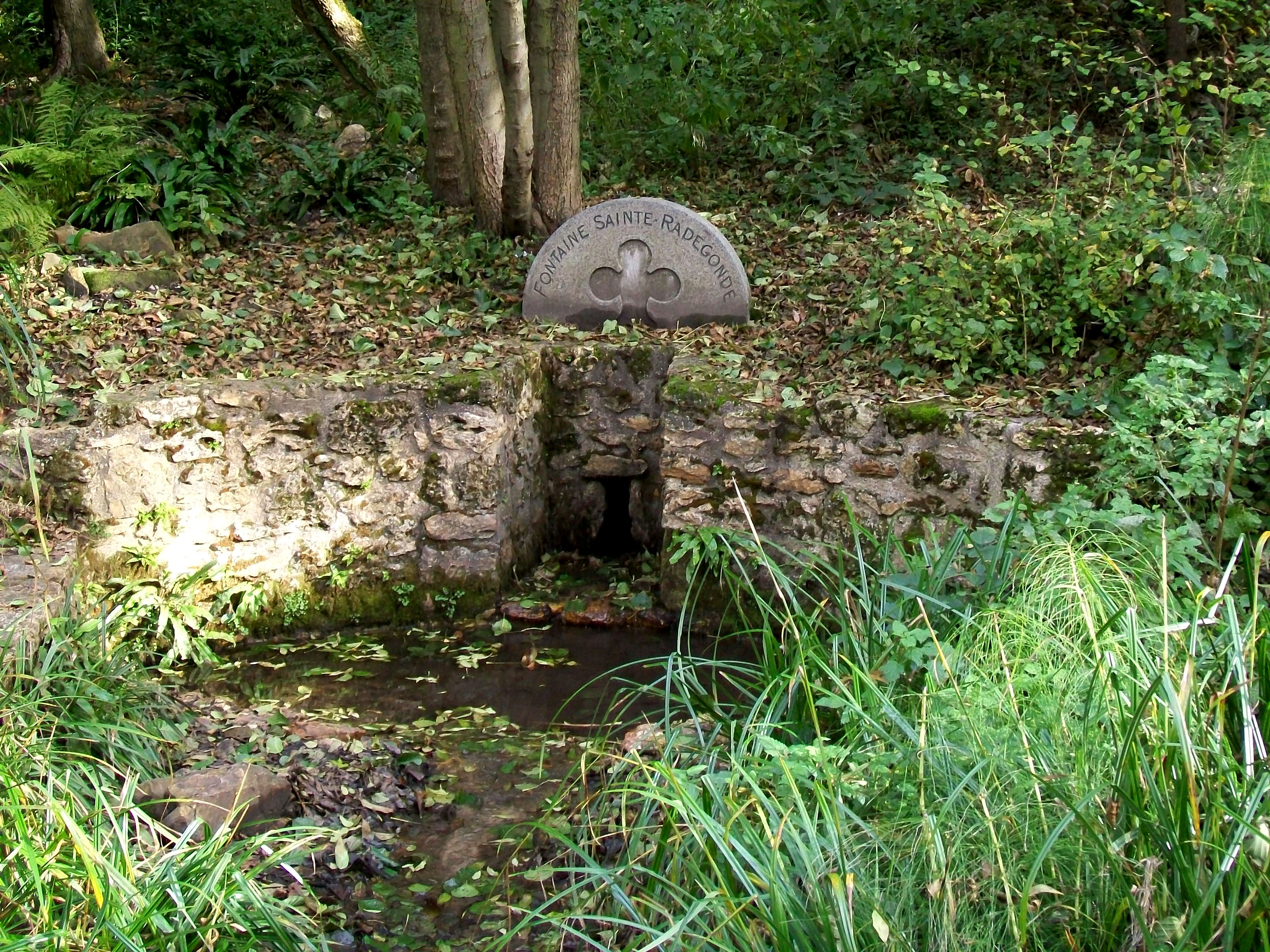
Fontaine Sainte-Radegonde dans la forêt de Montmorency.
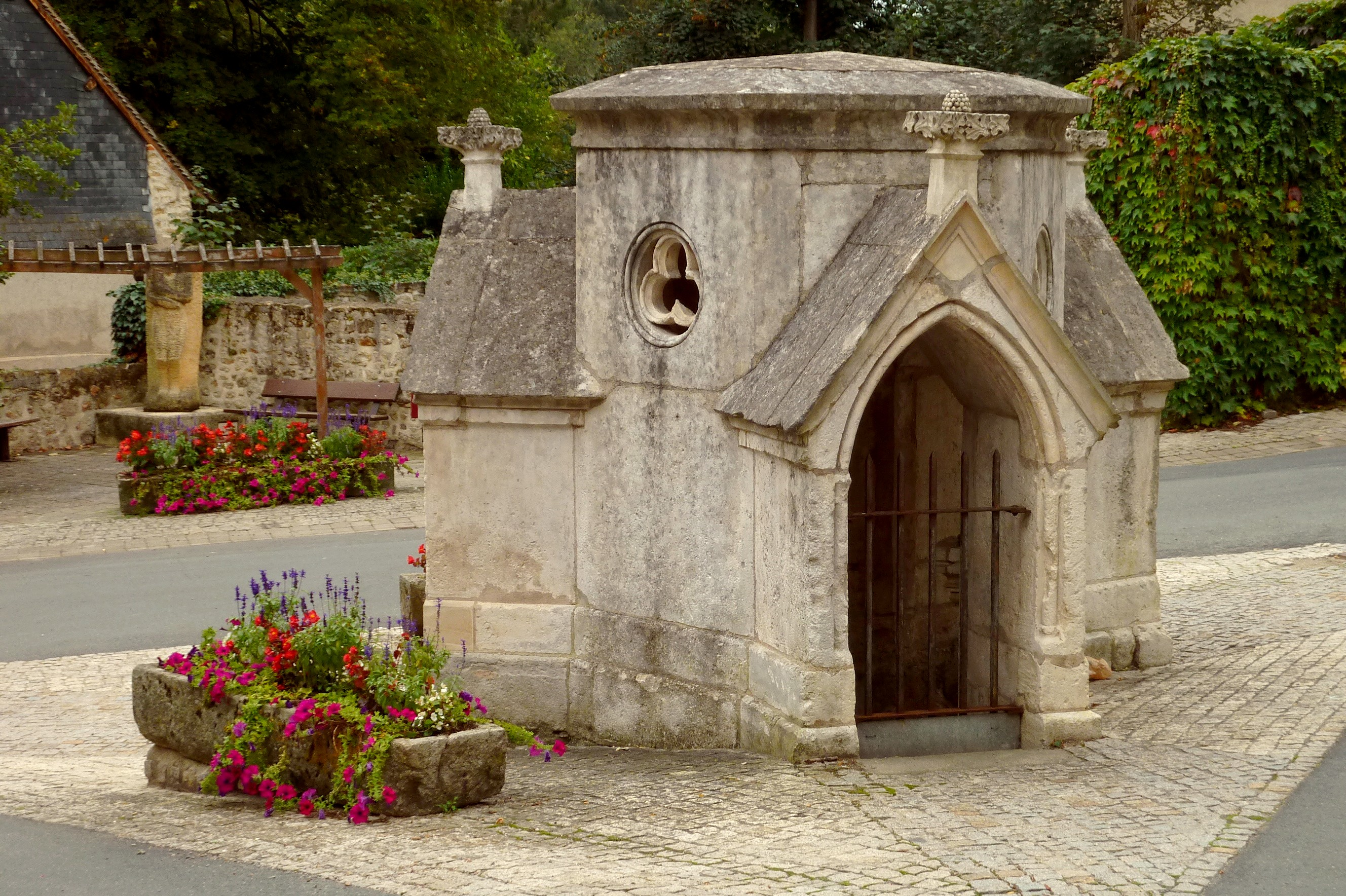
Chapelle-fontaine Sainte-Radegonde à La Châtre.
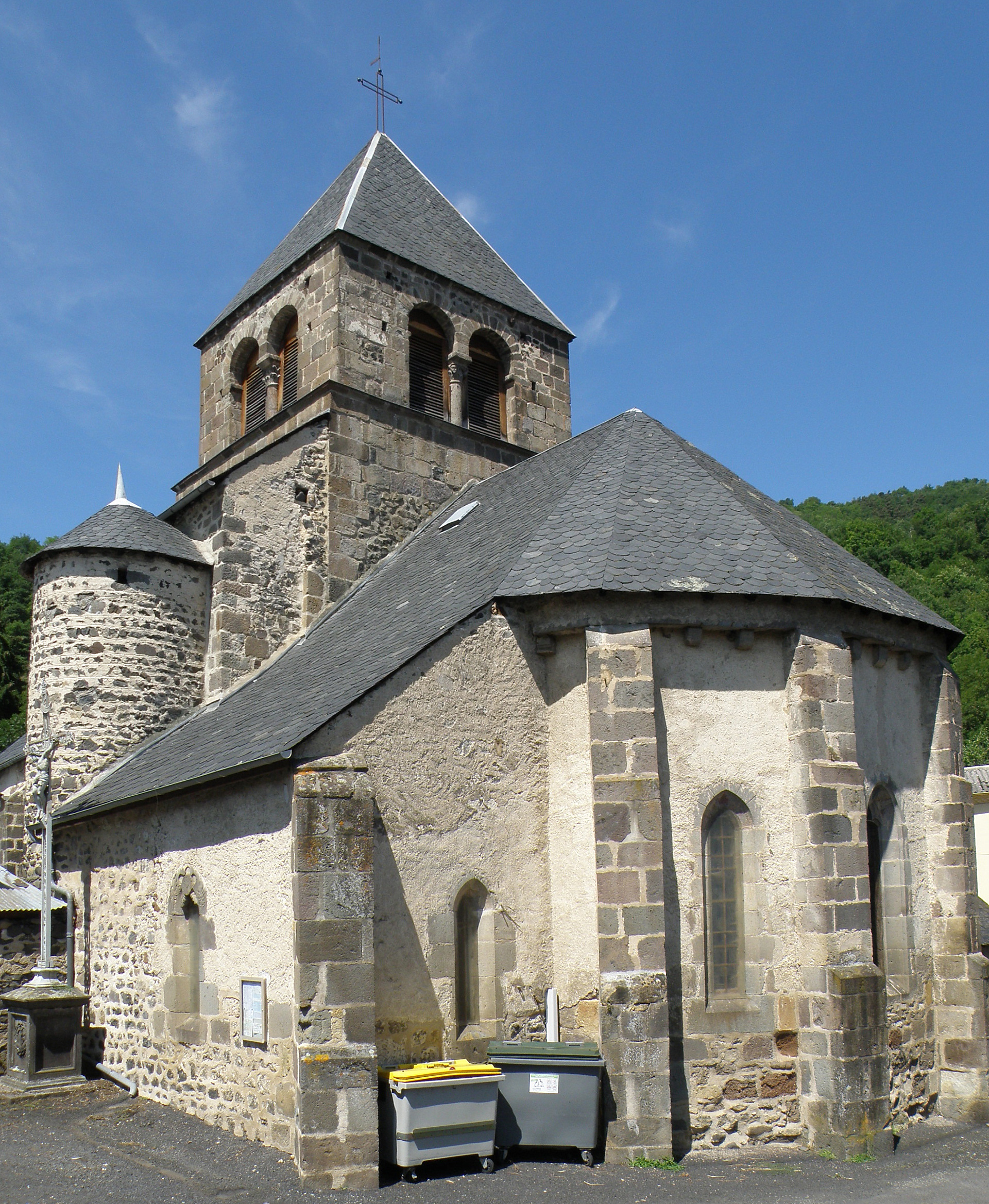
Église Sainte-Radegonde à Saurier.
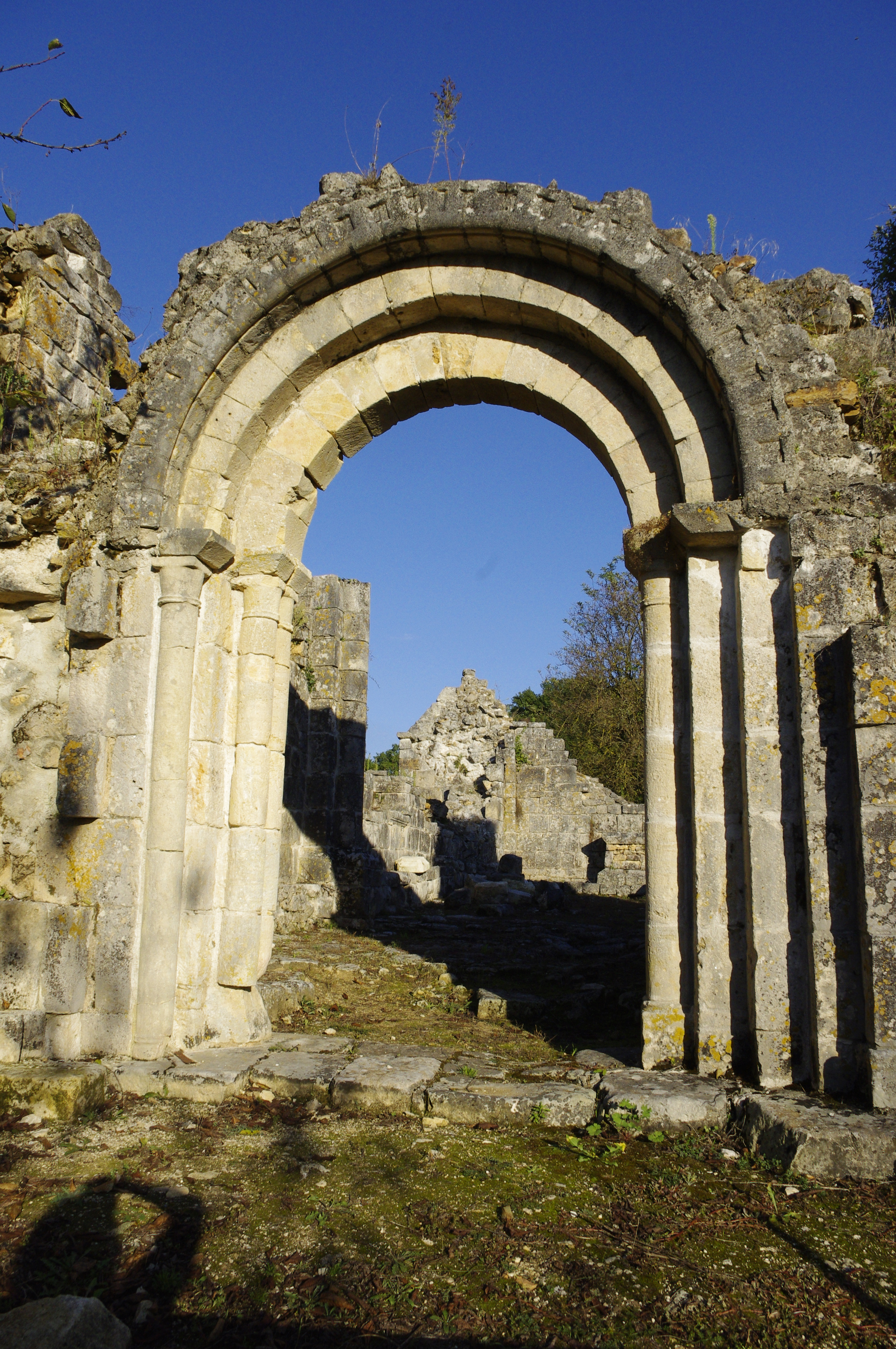
Archivolte d'entrée de l'église en ruines Sainte-Radegonde de Lussas-et-Nontronneau.

- La paroisse d’Athies et de ses environs porte le nom de Sainte-Radegonde.

#### En dehors de la France
Communes

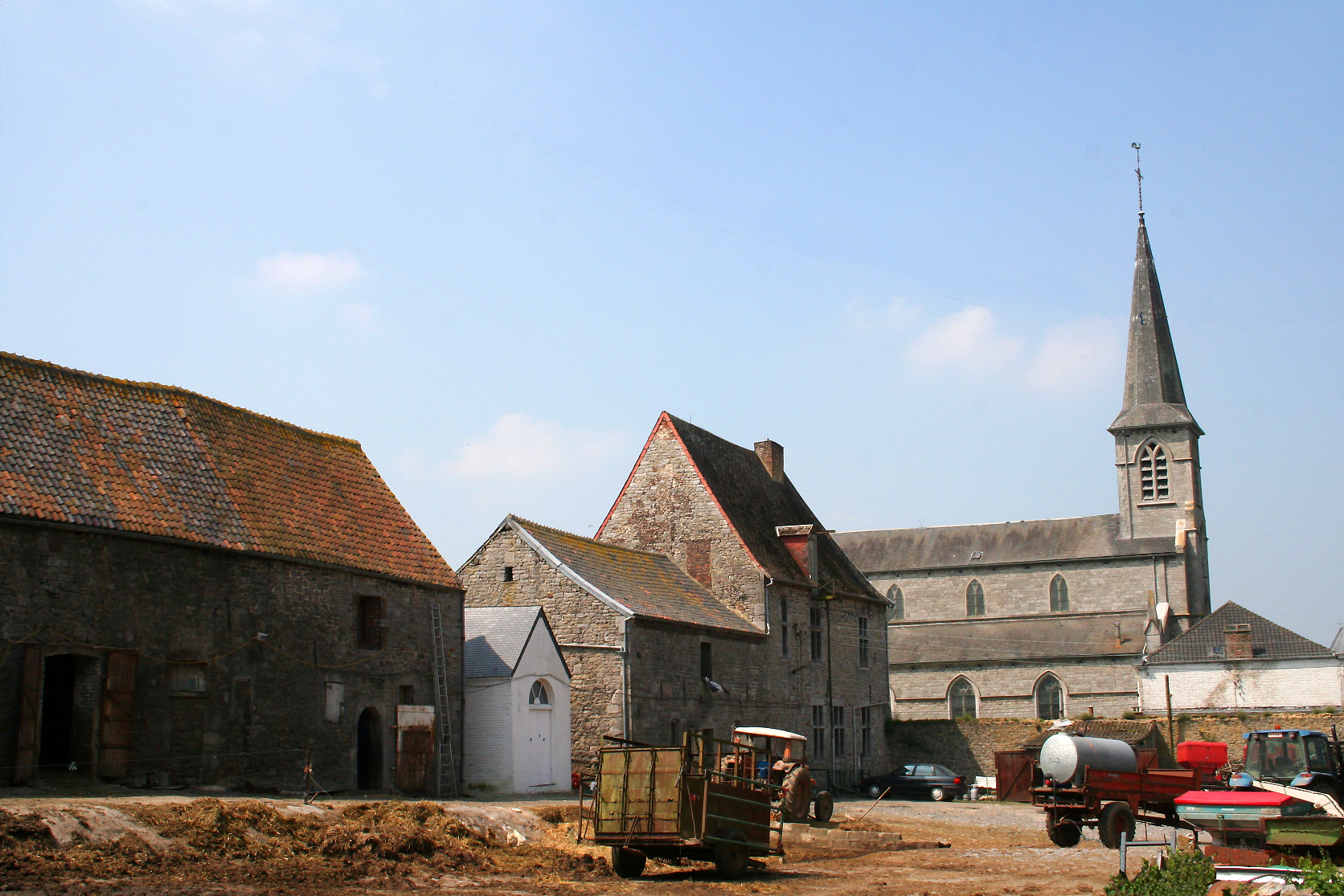
Église Sainte-Radegonde de Villers-Poterie.

- Commune de St. Radegund dans le land de Haute-Autriche en Autriche.
- Commune de Sankt Radegund bei Graz dans le land de Styrie en Autriche.

Églises
- Église Sainte-Radegonde à Villers-Poterie en région wallonne, en Belgique.

## Dans la fiction

### Littérature
- L'Abbaye de Sainte-Croix, ou Radegonde, reine de France (1825), d'Augustine Gottis[29].
- La Révolte des nonnes (1981) de Régine Deforges.
- Perséphone aux jardins de sainte Radegonde de Delphine Bretesché, éditions Joca Seria, 2013.
- Ce que voulait Radegonde (2022) Marie-Hélène Texier.

### Télévision
- 1991 : L'Enfant des loups, téléfilm franco-espagnol de Philippe Monnier, adaptation du roman La Révolte des nonnes de Régine Deforges, avec Marisa Berenson dans le rôle de Radegonde.

#### Sources
- Venance Fortunat, La Vie de sainte Radegonde, traduction d’Yves Chauvin, Robert Favreau, Yvonne Labande-Mailfert et Georges Pon, Éditions du Seuil, Paris, 1995  (ISBN 978-2-02-023823-6), 269 p.

#### Travaux contemporains
sur Radegonde
- Dorothée Kleinmann, Radegonde, une sainte européenne, PSR éditions, Loudun, 2000[30].
- Anne Bernet, Radegonde, collection « Histoire des reines de France », Pygmalion, 2007  (ISBN 978-2-7564-0042-6).
- Pour Dieu... : avec sainte Radegonde / Mauricette Vial-Andru ; illustré par Mechtilde Savigny. Chiré-en-Montreuil : Éd. des Petits Chouans, coll. « Pour Dieu... » n° 3, 12/2015, 64 p.  (ISBN 979-10-93168-09-8).
- Jennifer Edwards, Superior Women: Medieval Female Authority in Poitiers' Abbey of Sainte-Croix, Oxford, Oxford University Press, 2019.
- Dailey, E. T., Radegund : The Trials and Triumphs of a Merovingian Queen, Oxford University Press, 2023  (ISBN 9780197699201).

sur les reines de France
- Paule Lejeune, Les Reines de France, Vernal et P. Lebaud, Paris, 1989  (ISBN 2-86594-042-X), pp. 30-31.
- Christian Bouyer, Les Reines de France, dictionnaire chronologique, Perrin, 2007  (ISBN 2262027056).

sur l’époque mérovingienne
- Augustin Thierry, Récits des temps mérovingiens, Complexe, Bruxelles, 1995, 341 p.  (ISBN 2-87027-585-4), p. 235-254 (Cinquième récit : Le monastère de Radegonde à Poitiers).
- Gaston Duchet-Suchaux et Patrick Périn, Clovis et les Mérovingiens, Tallandier, coll. « La France au fil de ses rois », 2002  (ISBN 2-235-02321-5).